# Llista d'asteroides/157901-158000
| Nom      | Designació provisional | Data de descobriment   | Lloc de descobriment | Descobridor/s          |
| -------- | ---------------------- | ---------------------- | -------------------- | ---------------------- |
| 157901 - | 1999 TC116             | 4 d'octubre de 1999    | Socorro              | LINEAR                 |
| 157902 - | 1999 TL117             | 4 d'octubre de 1999    | Socorro              | LINEAR                 |
| 157903 - | 1999 TQ136             | 6 d'octubre de 1999    | Socorro              | LINEAR                 |
| 157904 - | 1999 TM137             | 6 d'octubre de 1999    | Socorro              | LINEAR                 |
| 157905 - | 1999 TN140             | 6 d'octubre de 1999    | Socorro              | LINEAR                 |
| 157906 - | 1999 TZ147             | 7 d'octubre de 1999    | Socorro              | LINEAR                 |
| 157907 - | 1999 TY154             | 7 d'octubre de 1999    | Socorro              | LINEAR                 |
| 157908 - | 1999 TO156             | 8 d'octubre de 1999    | Socorro              | LINEAR                 |
| 157909 - | 1999 TA183             | 11 d'octubre de 1999   | Socorro              | LINEAR                 |
| 157910 - | 1999 TU204             | 13 d'octubre de 1999   | Socorro              | LINEAR                 |
| 157911 - | 1999 TU236             | 3 d'octubre de 1999    | Catalina             | CSS                    |
| 157912 - | 1999 TG255             | 9 d'octubre de 1999    | Kitt Peak            | Spacewatch             |
| 157913 - | 1999 TY267             | 3 d'octubre de 1999    | Socorro              | LINEAR                 |
| 157914 - | 1999 TR291             | 10 d'octubre de 1999   | Socorro              | LINEAR                 |
| 157915 - | 1999 TF306             | 6 d'octubre de 1999    | Socorro              | LINEAR                 |
| 157916 - | 1999 TE311             | 6 d'octubre de 1999    | Kitt Peak            | Spacewatch             |
| 157917 - | 1999 UF8               | 29 d'octubre de 1999   | Catalina             | CSS                    |
| 157918 - | 1999 UZ21              | 31 d'octubre de 1999   | Kitt Peak            | Spacewatch             |
| 157919 - | 1999 UZ38              | 29 d'octubre de 1999   | Anderson Mesa        | LONEOS                 |
| 157920 - | 1999 VJ32              | 3 de novembre de 1999  | Socorro              | LINEAR                 |
| 157921 - | 1999 VV35              | 3 de novembre de 1999  | Socorro              | LINEAR                 |
| 157922 - | 1999 VS54              | 4 de novembre de 1999  | Socorro              | LINEAR                 |
| 157923 - | 1999 VX78              | 4 de novembre de 1999  | Socorro              | LINEAR                 |
| 157924 - | 1999 VO84              | 6 de novembre de 1999  | Kitt Peak            | Spacewatch             |
| 157925 - | 1999 VO88              | 4 de novembre de 1999  | Socorro              | LINEAR                 |
| 157926 - | 1999 VB100             | 9 de novembre de 1999  | Socorro              | LINEAR                 |
| 157927 - | 1999 VA111             | 9 de novembre de 1999  | Socorro              | LINEAR                 |
| 157928 - | 1999 VR123             | 5 de novembre de 1999  | Kitt Peak            | Spacewatch             |
| 157929 - | 1999 VF139             | 9 de novembre de 1999  | Kitt Peak            | Spacewatch             |
| 157930 - | 1999 VX141             | 10 de novembre de 1999 | Kitt Peak            | Spacewatch             |
| 157931 - | 1999 VC149             | 14 de novembre de 1999 | Socorro              | LINEAR                 |
| 157932 - | 1999 VO154             | 12 de novembre de 1999 | Kitt Peak            | Spacewatch             |
| 157933 - | 1999 VS189             | 15 de novembre de 1999 | Socorro              | LINEAR                 |
| 157934 - | 1999 VM197             | 3 de novembre de 1999  | Catalina             | CSS                    |
| 157935 - | 1999 VA209             | 12 de novembre de 1999 | Socorro              | LINEAR                 |
| 157936 - | 1999 WO15              | 29 de novembre de 1999 | Kitt Peak            | Spacewatch             |
| 157937 - | 1999 WT25              | 29 de novembre de 1999 | Kitt Peak            | Spacewatch             |
| 157938 - | 1999 XB57              | 7 de desembre de 1999  | Socorro              | LINEAR                 |
| 157939 - | 1999 XJ153             | 7 de desembre de 1999  | Socorro              | LINEAR                 |
| 157940 - | 1999 XU240             | 7 de desembre de 1999  | Socorro              | LINEAR                 |
| 157941 - | 1999 XT250             | 5 de desembre de 1999  | Kitt Peak            | Spacewatch             |
| 157942 - | 1999 YN10              | 27 de desembre de 1999 | Kitt Peak            | Spacewatch             |
| 157943 - | 2000 AH27              | 3 de gener de 2000     | Socorro              | LINEAR                 |
| 157944 - | 2000 AV30              | 3 de gener de 2000     | Socorro              | LINEAR                 |
| 157945 - | 2000 AV49              | 6 de gener de 2000     | Socorro              | LINEAR                 |
| 157946 - | 2000 AL79              | 5 de gener de 2000     | Socorro              | LINEAR                 |
| 157947 - | 2000 AB158             | 3 de gener de 2000     | Socorro              | LINEAR                 |
| 157948 - | 2000 AW208             | 4 de gener de 2000     | Kitt Peak            | Spacewatch             |
| 157949 - | 2000 BE33              | 29 de gener de 2000    | Kitt Peak            | Spacewatch             |
| 157950 - | 2000 CN40              | 3 de febrer de 2000    | Višnjan Observatory  | K. Korlević            |
| 157951 - | 2000 CB72              | 7 de febrer de 2000    | Kitt Peak            | Spacewatch             |
| 157952 - | 2000 CX111             | 7 de febrer de 2000    | Kitt Peak            | Spacewatch             |
| 157953 - | 2000 CF136             | 3 de febrer de 2000    | Kitt Peak            | Spacewatch             |
| 157954 - | 2000 DX1               | 26 de febrer de 2000   | Kitt Peak            | Spacewatch             |
| 157955 - | 2000 DE21              | 29 de febrer de 2000   | Socorro              | LINEAR                 |
| 157956 - | 2000 DO31              | 29 de febrer de 2000   | Socorro              | LINEAR                 |
| 157957 - | 2000 DG71              | 29 de febrer de 2000   | Socorro              | LINEAR                 |
| 157958 - | 2000 DL86              | 29 de febrer de 2000   | Socorro              | LINEAR                 |
| 157959 - | 2000 DL113             | 27 de febrer de 2000   | Kitt Peak            | Spacewatch             |
| 157960 - | 2000 EP53              | 8 de març de 2000      | Kitt Peak            | Spacewatch             |
| 157961 - | 2000 EY79              | 5 de març de 2000      | Socorro              | LINEAR                 |
| 157962 - | 2000 EX122             | 11 de març de 2000     | Socorro              | LINEAR                 |
| 157963 - | 2000 EO129             | 11 de març de 2000     | Anderson Mesa        | LONEOS                 |
| 157964 - | 2000 ET134             | 11 de març de 2000     | Anderson Mesa        | LONEOS                 |
| 157965 - | 2000 FY57              | 26 de març de 2000     | Anderson Mesa        | LONEOS                 |
| 157966 - | 2000 GY3               | 6 d'abril de 2000      | Prescott             | P. G. Comba            |
| 157967 - | 2000 GX21              | 5 d'abril de 2000      | Socorro              | LINEAR                 |
| 157968 - | 2000 GP24              | 5 d'abril de 2000      | Socorro              | LINEAR                 |
| 157969 - | 2000 GE29              | 5 d'abril de 2000      | Socorro              | LINEAR                 |
| 157970 - | 2000 GJ30              | 5 d'abril de 2000      | Socorro              | LINEAR                 |
| 157971 - | 2000 GN53              | 5 d'abril de 2000      | Socorro              | LINEAR                 |
| 157972 - | 2000 GY78              | 5 d'abril de 2000      | Socorro              | LINEAR                 |
| 157973 - | 2000 GY80              | 6 d'abril de 2000      | Socorro              | LINEAR                 |
| 157974 - | 2000 GM86              | 4 d'abril de 2000      | Socorro              | LINEAR                 |
| 157975 - | 2000 GQ138             | 4 d'abril de 2000      | Anderson Mesa        | LONEOS                 |
| 157976 - | 2000 HC6               | 24 d'abril de 2000     | Kitt Peak            | Spacewatch             |
| 157977 - | 2000 HN6               | 24 d'abril de 2000     | Kitt Peak            | Spacewatch             |
| 157978 - | 2000 HD25              | 24 d'abril de 2000     | Anderson Mesa        | LONEOS                 |
| 157979 - | 2000 HB28              | 28 d'abril de 2000     | Socorro              | LINEAR                 |
| 157980 - | 2000 HY59              | 25 d'abril de 2000     | Anderson Mesa        | LONEOS                 |
| 157981 - | 2000 HD65              | 26 d'abril de 2000     | Anderson Mesa        | LONEOS                 |
| 157982 - | 2000 HJ93              | 29 d'abril de 2000     | Socorro              | LINEAR                 |
| 157983 - | 2000 HL96              | 28 d'abril de 2000     | Anderson Mesa        | LONEOS                 |
| 157984 - | 2000 JP1               | 1 de maig de 2000      | Socorro              | LINEAR                 |
| 157985 - | 2000 JB34              | 7 de maig de 2000      | Socorro              | LINEAR                 |
| 157986 - | 2000 KO7               | 27 de maig de 2000     | Socorro              | LINEAR                 |
| 157987 - | 2000 KX12              | 28 de maig de 2000     | Socorro              | LINEAR                 |
| 157988 - | 2000 KT16              | 28 de maig de 2000     | Socorro              | LINEAR                 |
| 157989 - | 2000 KU26              | 28 de maig de 2000     | Socorro              | LINEAR                 |
| 157990 - | 2000 KE29              | 28 de maig de 2000     | Socorro              | LINEAR                 |
| 157991 - | 2000 KZ42              | 25 de maig de 2000     | Kitt Peak            | Spacewatch             |
| 157992 - | 2000 KP52              | 24 de maig de 2000     | Anderson Mesa        | LONEOS                 |
| 157993 - | 2000 LP8               | 3 de juny de 2000      | Ondřejov             | P. Pravec, P. Kušnirák |
| 157994 - | 2000 LH15              | 4 de juny de 2000      | Kitt Peak            | Spacewatch             |
| 157995 - | 2000 LF26              | 1 de juny de 2000      | Socorro              | LINEAR                 |
| 157996 - | 2000 LW26              | 5 de juny de 2000      | Anderson Mesa        | LONEOS                 |
| 157997 - | 2000 LG32              | 5 de juny de 2000      | Anderson Mesa        | LONEOS                 |
| 157998 - | 2000 OU8               | 23 de juliol de 2000   | Socorro              | LINEAR                 |
| 157999 - | 2000 OE9               | 30 de juliol de 2000   | Prescott             | P. G. Comba            |
| 158000 - | 2000 OK33              | 30 de juliol de 2000   | Socorro              | LINEAR                 |